# Massacre du désert de Hama
Le massacre du désert de Hama a lieu le 16 avril 2023 lors de la guerre civile syrienne.

## Déroulement
Le 16 avril 2023, des djihadistes de l'État islamique attaquent des ramasseurs de truffes de sables dans le désert, à l'est de la ville de Hama, dans le gouvernorat de Hama.
Selon l'AFP, « la récolte des truffes peut représenter un gagne-pain très intéressant ». Le kilo de truffes peut coûter de 5 à 25 $, alors que le salaire mensuel moyen en Syrie est d'environ 18 $. Elles ne peuvent être ramassées qu'à la saison des pluies, entre février et avril. RFI indique également que « des sources syriennes affirment que les cellules du groupe État islamique attendent généralement la fin de la récolte pour s'emparer du butin, après avoir attaqué les équipes qui sont protégées par des miliciens pro-gouvernementaux ».

## Bilan humain
Selon l'Observatoire syrien des droits de l'homme (OSDH), le bilan est de 36 morts, dont 17 combattants pro-gouvernementaux. L'agance SANA fait pour sa part état de 26 morts.
Une autre attaque est commise le même jour dans le Gouvernorat de Deir ez-Zor contre des bergers. L'OSDH donne un bilan de cinq bergers tués, deux autres portés disparus et indique que du bétail est enlevé par les djihadistes. L'agence SANA fait état de cinq bergers et de 250 ovins tués.
Selon l'OSDH, plus de 240 ramasseurs de truffes, pour la plupart des civils, sont tuées entre février et avril 2023, lors d'attaques de combattants de l'EI dans le désert ou dans des explosions de mines. 